# 妻に捧げた1778話
『妻に捧げた1778話』（つまにささげた1778わ）は、眉村卓による新書。眉村が、がんで余命わずかと宣告された妻のために書いた、全1778話のショートショートの中から十数話を選択し、それに作品背景の解説文、眉村と妻にまつわるエッセイ、俳句などを加えて構成されている。2004年（平成16年）5月に新潮社より、新潮新書として刊行された。2011年（平成23年）公開の映画『僕と妻の1778の物語』の原作の一つでもある。2017年（平成29年）にはテレビ番組での紹介をきっかけに、刊行から10年以上を経て大きな反響を呼んだ。本記事では関連書籍として、本書以前に発行された『日がわり一話』『日課・一日3枚以上』、本書以後の『僕と妻の1778話』についても記述する。

## あらすじ
※ 1話1話は独立した物語であるため、大きな反響を呼んだ第1777話「けさも書く」のあらすじを記す。
「彼」は、難病の妻のために毎日1話ずつ、物語を書いている。妻は笑ってくれることもあれば、厳しく批判することもある。「エッセイにはしない」という制約を課した夫に対して、「エッセイやんか」と指摘することもある。
妻が意識を失って数日。「彼」は喫茶店で題材に悩む。妻の最期は明らかに近い。妻が自力で読むことができなくなって以来、自分が読んで聞かせていたが、意識がなくて聞いてもらえない今、何を書くべきかを思いつかない。店員が転ぶのを見てひらめき、その時の自らの混乱を、現在の心境に重ねて物語を書く。
「彼」は帰宅後、意識のない妻の前で、看病の疲労と寝不足から眠気を催す。風で原稿が散らばる。そのとき、「エッセイやんか」と、声が聞こえる。紛れもない妻の声だが、妻は依然、眠り続けている。「彼」は幻聴かと思うが、たとえ幻聴であっても、自分にとっては本当の声に違いない。「悪かった」と謝りつつ、原稿を拾い集める。

## 作風とテーマ
眉村が妻のために毎日書き続けた全1778話のショートショートから、計19話が選ばれて収録されている。この19話が選ばれた基準は、「小説としての面白さより、エッセイ全体の流れにフィットした作品を」との視点による。
眉村は執筆にあたり、闘病中の妻のために書く作品という性格上から、条件を定めている。
- 400字詰めの原稿用紙で3枚以上にする[14]。
- エッセイではなく、物語（フィクション）にする[14]。
- 商業誌に掲載されてもおかしくないレベルにする[13][14]。
- 病人の神経を逆なでする話、人の死などの深刻な話[14]、難解な話、不倫、殺人、世界崩壊といった暗い話を避ける[9]。
- 固有名詞を極力避けて、話に一般性を持たせる[9]。
- 夢物語でも荒唐無稽でも良いが、必ず日常と繋がっている内容にする[13][14]。
- 読んで笑えるものにする[9][14]。

これに加えて、作品の背景解説、眉村が妻の闘病生活や、42年間にわたる結婚生活の振り返り、妻とのやりとりをめぐる心理に関するエッセイも収録されている。これらのテーマについて眉村は、「自分が妻の看病を続ける内に、1人の小説家、1人の夫の心理がどう変わっていったか」と語っている。

## 製作背景

### 発端
1997年（平成9年）6月、眉村卓の妻である眉村悦子に、進行性の悪性腫瘍（大腸癌）が発見された。余命は1年少々、5年生存の可能性はゼロであった。眉村は、妻は作家としての自分を常に支えてくれたことから、妻にすべてを打ち明けて、共に闘病することを決心した。
眉村は、がんについて様々な情報を調べる中で、妻の最初の退院から半月ほど経った頃、新しい物語を毎日書いて、妻に読ませることを決意した。言葉には力があるとされ、まさに自身の仕事は言葉を使うものであり、言葉を語ることこそが、妻にできること、との考えであった。自分には病気を治療はできないが、せめて笑いで励ましたいとの思いもあった。このときの気持ちを後年、眉村は「気休めですが、何かせずにはいられなかった」と語っており、眉村の長女で作家の村上知子は「衝撃から立ち直れないまま、何かに没頭したかったのではないか」と語っている。
また当時の眉村は、作家としての低迷期を迎えており、自身の書きたいものが世間に受け入れられにくいと感じていた。次第に「売れなくても良いので、好きなように書くしかない」と考えるようになり、妻もそれで同意していた。そこで、書いたものが世間に歓迎されないとしても、作品としてある程度のレベルを保っているかどうかを、妻に判断してもらう狙いもあった。妻も眉村の作品を毎日読むことに同意して、執筆が開始された。
先述の条件の内、「読んで笑えるものにする」は、最も重要であった。「毎日を笑ってのんびり暮らすと、がんの進行が遅くなる」「よく笑うようにすれば、体の免疫力も増す」と聞いたからである。なお眉村が、「笑いが免疫力を高める」という説を知ったのは、この物語を書き始めた後であり、自分の思った通りになったことを密かに喜び、以来、努めて笑えるような話を狙った。
また、ショートショートは文章1行でも成立しうるが、それでは手抜きになりかねない、かといって長編を毎日書くのは無理であるために、「原稿用紙3枚」に定められた。「商業誌に掲載されてもおかしくないレベル」は、「そうでなければ、妻も楽しまない」との考えであった。「エッセイではなく物語にする」は、架空の物語にすることで、作家とその妻という日常を続ける狙いがあった。この他に、眉村自身が苦手としている恋愛小説や官能小説、説教じみた話や知識をひけらかすような話や、後味の悪い話を避けること、自分の心情を作品に投影することは避けて、あくまでエンターテインメントに徹することも条件に科せられた。商業誌と同等の質を保つため、妻が読む前に必ず清書することも、条件の一つであった。

### 製作過程
1日1話のショートショートは、原稿料が入るわけのない、ただ1人の読者のためだけに続けた日課であった。妻との出会いは高校生時代であることから、手元のノートに書きためたアイディアの中から、高校時代の妻の年代が楽しめそうな題材も駆使した。この執筆作業のために、大学の講義と継続中の連載を除き、仕事をすべてキャンセルした。
作品を仕上げる数時間は、妻の病気のことも忘れて集中できたことで、書くことが辛いと感じたことはなかった。長女の村上知子からは「書くことでお父さん自身が救われていたのかも」と言われた。
100回目になった頃、眉村は妻から「しんどかったらやめてもええよ」と言われたが、やめたら病気が悪くなるような気がして、「百度参りみたいなもの」と思いながら書いた。書くことが、妻の命を繋ぐことと感じられており、やめたいと思ったことは一度たりともなかった。他の創作活動や大学の講師も続けつつ、大晦日も元日も書き続けた。やむを得ず家を空けたときにも、夜明け前の早朝に起床して書くか、外出先や電車の中で書いて、ファクシミリで自宅へ届けた。自宅や喫茶店の他、病院の待合室で書くこともあった。
妻が「外に出しても通用するレベルの作品だ」と納得する作品、且つ、妻自身にとっても面白い作品を心掛けていたものの、眉村の予想通りに反応が返ってくるわけではなかった。大笑いされるような作品が案外受けないことも、その逆もあった。時には「設定がおかしい」と指摘されることや、「おもろない」と書き直しを命じられることもあった。眉村は、40年間連れ添った妻のことを「全部わかったつもりでいたが、そうではなかった」と気づかされたが、「完全にわかり合える部分は3割か4割で良く、あとはわかろうとする気持ちがあればいい」と自分を納得させた。また「何もかもわかり合わなくても、同じ方向を向いて生きることの方が大事」との想いもあった。
妻が喜んだ作品についても、実際のところは喜んでいたのか確かめようがないが、当時の眉村にとって唯一できることは、書くことしかなかった。妻が最も楽しんだのは、『ダイラリン・その他』と題した、空想上の怪物を描いた短編であり、妻は「ようこんなアホなこと考えるね」と喜んでくれた。「アホなこと」は、妻独特の褒め言葉であった。
1999年（平成11年）を過ぎ、妻の体調に大きな変化がないことから、「元気な内に」と、眉村は夫妻でイギリス旅行をした。このときも眉村は、往復の飛行機内でも宿泊先のホテルでも毎日、携帯用の小型の原稿用紙でショートショートを書き続けた。

### 本書以前の書籍化
当初は妻1人のためだけに書いていたものの、妻に「読んでくれる人もいるのでは」と言われたこと、また実際に「読みたい」と言う者もいたことで、眉村は次第に、書籍化の気持ちを強くした。折しも出版芸術社の社長である原田裕が、この眉村の私的な営みを知り、単行本化を申し出た。1998年（平成10年）5月、ショートショート200話から計49話を収録した『日がわり一話』が刊行、同1998年10月には、それに続く200話からの抜粋を中心として計47話を収録した『日がわり一話 第2集』が刊行された。挿絵も眉村自らが手がけた。出版芸術社の原田は眉村に、この作品の製作の経緯を宣伝することを推奨していたが、眉村はそれに積極的ではなかった。読売新聞から取材の申し込みがあったが、眉村はこれも「個人的な事情のからんだ事柄」との理由で、辞退した。
新聞では、このショートショートの製作を「比叡山の千日回峰行」と例えるなど、メディアである程度は取り上げられたものの、『日がわり一話』の反響は、当時は決して芳しいものではなかった。その理由を眉村は後年「それまで自分の書いていた内容とかなり異なる」「短編不振の時代」「制約のせいで、SFショートショートとしてパンチがきいていない」と回想した。
2000年（平成12年）頃、妻の病状が次第に悪化したことで、眉村は「今の内にこの作品をもう一度、形にしたい」と考えた。『日がわり一話』を面白いという中高年の読者がいたことから、「中高年の読者向けに全話を書籍化したい」との思いもあった。伝手のある編集者に、再度の出版を打診したが、返答は「商業的に困難」とのことであった。『日がわり一話』の売れ行きも良くない上に、作品が毎日増えているために、全話を引き受ける出版社は望み薄と思われた。そこで眉村は、自費出版を決心した。本来は妻のためだけに書いた作品であり、自力での出費では相当な額となるが、夫妻で稼いだ金も同然なので使い果たしても当然との考えであった。妻も「自分の生命保険もある」として同意した。こうして2000年（平成12年）、眉村の高校時代の先輩のいる真正印刷社より、私家版『日課・一日3枚以上』として、刊行が開始された。この題名は、別会社の『日がわり一話』と同じ題名を用いることができず、眉村が書いていた原稿に「日課・一日3枚以上」とラベルが書かれていたので、それをそのまま題名としたものである。1冊につき百話が収録されて、計10冊まで刊行された。

### 終盤
妻の病状によって、作品の文体も変化した。眉村自身は意識しなかったものの、妻の体調が良ければ、突っ込んだ、ひねった話となり、悪い時には明るく、短い話となった。眉村は後年このことを「女房と一緒に書いている感じでした」と語っていた。妻が短期の入院を繰り返すたびに、病院近隣の喫茶店や病室でも作品を書き続けた。妻が自力で読むことができなくなると、眉村が枕元で読み聞かせた。
ショートショートと並行して俳句も詠んでいたが、妻の容態に伴って、その俳句の内容も変化した。「灯の中に鬼灯夢も暗からむ」と、妻が死をあからさまに表現した句もあった。妻のためのショートショートには感情を抑えていたものの、俳句でも作らなければ抑えが聞かなくなり、感情の噴出が俳句に現れていたのである。
「エッセイではなく物語にする」と制約を設けていたものの、妻の容体が悪化して意識が混濁し始めた頃、眉村は正直な気持ちを抑えることができなくなっていた。そのために第1776話以降は、妻への直接の語りかけに近い、エッセイ風の作品となった。「エッセイにしない」という制約を破ったことを、眉村は「もう、いいかなという気持ちでしょうか。こればかりは書いていて悲しくなりましたけどね」と語っている。
死去前日には、意識のない妻を前に第1777話「けさも書く」を、ベッドの前で朗読した。「難病の妻のために物語を書く男」を主人公とした物語である。眉村自身による本書の解説文によれば、内容はほぼ「ありのまま」とある。
2002年（平成14年）5月、妻は約1週間の昏睡の後、5月28日に死去した。午前0時を過ぎてからの死去であったため、眉村は5月28日の仮通夜の後、最終回を書いた。この最終回は、冒頭で「きょうは、今のあなたなら読める書き方をします」の後に3ページの白紙が続き、末尾の3行で締めくくられ、「また一緒に暮らしましょう」と結ばれる。この手法について眉村は、「いずれこの日が来ることを覚悟して、いくつか案を考えていたものの、いざ書くとなると、まったく違ったものになった」「読者は泣くだろうという考えがあり、あざといと見られることも予想できたが、こうするしかなく、敢えて白紙にした」と述べている。結果的に第1777話と第1778話は、全面的に眉村の悲哀が全面的に表れた作品となった。「最終回」まで5年近くにわたって綴った物語は全1778話、原稿用紙にして全10604枚に達した。

### 本書の発行
同2002年頃、ある出版社から、妻について本を書くことの提案があった。眉村への注文は「苦労話や泣ける話」であり、妻のためのショートショートは収録できないとのことであった。眉村はそうした題材が苦手であり、妻も納得しないと考えられたことから、この話を断った。その少し後に新潮社から声があり、同社は眉村の自由な作風に理解を示していたこと、ショートショートの収録も許されたことから、眉村はこの話を受けることにした。
三回忌の直前、約5年間にわたって綴られたこのショートショートから19話を抜粋、闘病や夫婦生活の様子を加筆した上で『妻に捧げた1778話』として出版された。この題名について眉村自身は、「病気の妻を慰めるとか面白がらせるというのは二の次」であり、妻も「私の慰めのために書くならやめて」と言っていたことから、「ちょっと違うな」と語っている。
その後の眉村は、本書の執筆の過程、妻を看病して過ごしていた生活のことについて、講演も行っており、執筆を続けることができたのは、書いている間は妻の病気を忘れられたからであり、「生きろと応援されていたのは私の方だったのかもしれない」と語っている。

## 翻案作品
2010年（平成22年）11月、これらのショートショートから52話を選び、創作時のエピソードを添えた短編集『僕と妻の1778話』が、集英社文庫として発行された。この52話は、妻が読んだ後に感想を語るなどエピソードが絡んだものが選ばれており、そのやり取りなどが「創作秘話」として追加されている。解説文は、長女の村上和子が「両親の1778日」と題して寄せた。紙面には眉村の画によるキャラクターが登場する。これは眉村がかつて、サインを求められて書くのが面倒に感じたとき、サインの代わりに絵を描いたのが始まりとなったものである。
翌2011年1月15日、本書および『日がわり一話』『日課・一日3枚以上』を原作とした映画『僕と妻の1778の物語』が公開された。眉村の著書の直接的な映像化ではなく、あくまで実話をもとにしたフィクションである。監督の星護は、映画化の理由を、「闘病記の映画化は結末が予想でき、覚悟を決めて見なくてはならない印象があったが、本作はファンタジーの要素があり、妻のために物語を書き続けた夫婦愛に惹かれた」と語った。評論家の阿部嘉昭は、主演俳優の草彅剛と竹内結子の年齢的な問題や作風から、本書とはまったく異なる映画と指摘している。

## 社会的評価
本書の発行前の2001年（平成13年）に、眉村が理事を務める日本ペンクラブの有志による「眉村卓・悦子夫妻を励ます会」が、眉村夫妻の結婚記念日に開催された折に、小説家の加賀乙彦は「ショートショートは作品としても傑作。後世、闘病生活を送る人を元気づける作品として読み継がれるのではないか」「夫人のために毎日3枚ずつ書くというのも眉村さんらしい。サボらずに書いてしまうというのは、すごい人だ。ホッとするような気持ちのいい作品で、病気になった人が毎日1編ずつ読む作品として後世に残るだろうことを疑いません」「これらの短編は眉村さんの最高傑作だろう。病気になった方が毎日読む作品集になると思う」と絶賛し、作家の山田正紀も「毎日欠かさず書き続けるのは並大抵ではできない。愛妻家の眉村さんならではですね」と語った。この会に出席した眉村の妻は、とうに余命を過ぎていたはずであり、小説家の新井素子は後年「これに、『お話』が関与していない訳がないと思う」と語った。
妻の死去前日に書かれた第1777話「けさも書く」は、執筆から2日後の2002年5月29日、毎日新聞大阪版に全文が掲載された。この新聞記事に対して、読者から送られた手紙、ファクシミリ、電子メールは、共感や感想をはじめ、看取った夫へのラブレター、妻への感謝の手紙など、90通以上にのぼった。第1778話「最終回」は、読売新聞で「『天国語』で埋めたラブレター」と題して報じられた。
本書の発行後、推理作家の佐野洋は、眉村が先述のような条件を課しながらも、ショートショートを毎日作っていたことについて、毎日異なる物語を書くことには非常に大きなエネルギーを要したであろうことから、眉村と同じ作家の立場から「ギネスと言えば、眉村卓さんの仕事こそ登録されるべきであろう」と語った。長年にわたって連れ添った妻のために書いた作品であることから、夫婦長寿社会を迎えた時代にあって、「『妻のために自分は何ができるのか』という問いに対して重みのもった作品」「書くこと、生きること、愛するということについて、多くを考えさせる1冊」との声も寄せられた。
病状の悪化につれての作品の変化、終盤が事実上の妻への語りかけとなったことについては、アイディアや手法で楽しませる小説から、実際の人生の重みを感じさせる小説へと変化しており、虚構と現実のせめぎ合いが印象との声もあった。第1777話「けさも書く」を毎日新聞紙上に掲載した記者は、「誰かのために、自分ができることってなんだろう」と考えさせられる、とのことであった。「最終回」について、フリーアナウンサー・書評家の北村浩子は「感謝の気持ちをSFに仕立てた最終話には、万感の思いが込められている」と語っており、ジャーナリストの品川裕香は電車の中で「最終回」を読んで、「人目もはばからず涙を流し、本書が40年以上連れ添った妻への壮大な感謝状であり、ラブレターであることを悟った」という。
2012年（平成24年）1月には中国語版が出版され、中国のニュースサイトである人民網において「稀に見る良作で、愛を見失った現代において、人々の愛に対する自信を呼び覚ます」と報じられた。

### テレビ番組による再ブーム
初版から10年以上後の2017年（平成29年）年11月、テレビ番組『アメトーーク!』（テレビ朝日）の企画「本屋で読書芸人」で、お笑い芸人のカズレーザーが「夫婦の絆の美しさが全部詰まってる。めちゃくちゃ泣けます。とてつもなく泣けます」、最終回について「15年ぶりに泣いた」「最終回の1778話だけでも泣ける」と、本書を大絶賛して、「本当に読んでほしい」と力説した。共演者の光浦靖子も、その場で最終回を読んだだけで「うわーもうダメ、泣ける、すぐ泣ける」と目に涙を浮かべていたことで、注目を集めた。宮迫博之も「あれは読まなあかん」と語った。
これに対して視聴者からは、Twitter（現・X）上で「まんまと読みたくなってしまった」「読んでみたい」「泣かせてもらいたい」とは大きな反響を呼んだ。その一方では、「近所の小さい本屋では置いてなかった」「読みた過ぎて都内の本屋ハシゴしまくったけど何処にも売ってなかった」との声もあり、書店では品薄状態となっていることが明らかになった。テレビ放送直後から、ネット書店での売上が急増し、一時は古書の価格も大幅に上昇した。music.jpによる週間電子書籍ランキングでは、同2017年11月22日付で初登場、第4位を記録した。
この大反響に、版元の新潮社もすぐに対応した。急遽、10万部超が増刷され、その後も放送後から2月余りで、20万部が増刷された。出版関係者からは、テレビで紹介されても、2か月以上も売行きが持続することへ滅多にない」との声があり、非常に珍しいケースとされた。
2018年（平成30年）元旦には、各新聞紙上で様々な工夫を施されて広告が掲載された。同2018年1月のhontoの発表による、書籍や電子書籍の販売データをもとに集計した「honto月間ランキング」では、2017年12月の「小説・文学」のジャンルで3位に記録され、同2018年4月までに累計発行部数は18刷、25万4000部に達した。以来、新聞紙上で「回を重ねるごとに増えた私小説風のものと、本来の作風のSFのようなファンタジーを掛け合わせた小説」「人と人が信じ合い、共に生きていく美しさを教えてくれる」などと報じられた。新潮社では、本書のテーマが、配偶者を失った喪失感や「大切な人のためになにができるか」という、身近で普遍的なものであることが、人気の持続に繋がったものと分析された。眉村自身は、自身と妻とのやり取りの間に、皆が同意できるような普遍性が込められていたため、と見ていた。
一方で評論家の阿部嘉昭はこの再ブームに対して、眉村の妻は彼の高校の同期生であり、結婚後は夫の作家としての自立を認め、作家業の補佐を続けたことから、眉村の最初の読者であり、その最初の読者である妻を徐々に失ってゆく「作家の生理」こそがこの本の特徴であり、単なる涙活としての本ではないと主張している。

### その後の反響
その後、読者からは「ショートショートのお話自体はくすりとさせられるが、やはり奥様にあてて書かれたものとあって、ご夫婦にしかわからない笑いのツボのようなものがあるのかなと思いながら拝読」「奥様の病状や取り巻く環境の変化、それに影響されてお話の内容や結末が少しずつ変わっていくところに胸が締め付けられました」などと、感想が寄せられた。医学博士の長尾和宏は、眉村が妻のために物語を書き続けたことについて、「これ以上の免疫療法はない」「この人以上の愛妻家はいない」と語った。2019年（平成31年）4月放送の『爆報! THE フライデー』（TBS）では、2年前に妻（野村沙知代）を喪った野村克也が、本書の読者として登場した。
映画『僕と妻の1778の物語』で、主人公の親友役として出演した俳優の谷原章介は、朝日新聞社の本の情報サイト「好書好日」で、月替わりで良書を紹介する連載企画「谷原書店」で本書について、コロナ禍で早朝より家事をこなす自分にとっては、難病の妻のために作品を書き続けた眉村の、作家としての矜持を強く感じられたことから、「非常の状態を日常として受けとめるようになった眉村さんに、頭が下がる」と語った。また最終回については、その話に込められた想いを感じて、「最後のページをめくる時は、涙が止まらなかった」「言葉が出ないほど胸が苦しい」とのことだった。谷原はその翌年にも同サイトで、「コロナ禍で向き合った5冊」の内の1冊として、本書を「家族との距離感について考える機会が増えた今こそ、身に染みる1冊」として紹介した。